# 翠山ポリスギャング
『翠山ポリスギャング』（みどりやまポリスギャング）は、甲斐谷忍による日本の漫画作品。甲斐谷忍のデビュー作品。『週刊少年ジャンプ』（集英社）にて、1994年8号から28号まで連載。単行本は全2巻。

## 概要
片やヤクザ、片や新人刑事と赴任してきた双子、遠山金之助と銀之助が同一人物と勘違いされ思惑とは裏腹に事件解決に協力する。
わずか2巻の打ち切りになり待遇に不満を持った甲斐谷は当時の業績からしては異例のジャンプ専属契約を解消、活動の場を青年誌に移行し才能を開花させたが当作品は2016年現在でも重版、ならびに文庫等別形態としての再発売はされていない。

## あらすじ
研修を終えた新人警官の遠山銀之助は、赴任先が翠山署と聞いて愕然とする。翠山は住んでる住人に前科者が多い犯罪都市で警察署自体も腐敗しヤクザまがいの風貌の刑事による新人いじめ、いびりで有名な署だったのだ。
そんな中、銀之助は自分に良く似た顔のヤクザ「死神の辰」と出会う。実は彼は子供の頃銀之助に事実を知らされることも無く生き別れた双子の兄、遠山金之助だったのだ。

## 主要登場人物
遠山金之助
主人公。銀之助の双子の兄で彼曰く「利発で何でも出来る」人物。並外れた度胸と行動力を併せ持つ。幼い頃に川に流されて行方不明となったが、ヤクザに助けられる。川に流された影響で失語症になり、親元に帰れずにヤクザの元で生活する事となる。自分を「家族」と扱う組長に対して強い思慕を抱く様になり、喋れる様になった後も自身の意志で組に残ってヤクザとなる。組長を殺害した宿敵を倒す為、翠山へとやって来た。ウニの様な髪型でサングラスを掛けている事が多い。細身の体躯だが、超人的な握力で人体(骨)を破壊する技「鳳凰の爪」を使う。宿敵を倒した後、「死神の辰」として自首しようとした処を翠山署の刑事達に「彼は“死神の辰”じゃない、遠山金之助」だと言われて逮捕を拒否され、遠山金之助として生きる事を決意する。
遠山銀之助
もう一人の主人公。金之助の双子の弟。気弱で要領も悪いが、正義感は強い。兄のおかげで先輩刑事から尊敬されていたが、彼らが恐れる上司からの暴力に屈しなかった事から兄の事がバレても彼らに尊敬されている。兄同様に「鳳凰の爪」を操る才能を秘めている。